# Каваласко (Милано)
Каваласко је насеље у Италији у округу Милано, региону Ломбардија.
Према процени из 2011. у насељу је живело 67 становника. Насеље се налази на надморској висини од 167 м.